# The Piano
The Piano (en español, La lección de piano o El piano) es una película de 1993 de Nueva Zelanda, Australia y Francia acerca de una pianista muda y su hija, ambientada en un lugar apartado de Nueva Zelanda durante la mitad del siglo XIX. La película fue escrita y dirigida por la neozelandesa Jane Campion, y protagonizada por Holly Hunter, Harvey Keitel, Sam Neill y Anna Paquin. La banda sonora de la película fue compuesta por Michael Nyman y se convirtió en un éxito de ventas. La actriz protagonista Holly Hunter tocó las canciones en sus escenas, y también dio clases de piano a Anna Paquin.
El largometraje es una coproducción entre Nueva Zelanda, Australia y Francia. Se estrenó el 15 de mayo de 1993 en el Festival de Cannes, donde Holly Hunter recibió el premio a la mejor interpretación femenina y la película obtuvo la Palma de Oro, ex-aequo con Adiós a mi concubina de Chen Kaige. En la 66.ª entrega de los Premios Oscar contaba con ocho candidaturas, de las cuales finalmente ganó tres: mejor actriz, mejor actriz de reparto y mejor guion original.

## Argumento
The Piano cuenta la historia de una mujer escocesa, Ada McGrath (Holly Hunter), cuyo padre la vende en matrimonio a un hombre, Alistair Stewart (Sam Neill), y la envía junto con su joven hija Flora (Anna Paquin) y su piano a vivir con él a Nueva Zelanda. Ada no ha dicho una palabra desde hace años, sustituyendo su voz por la música del piano, mientras que su hija le sirve de traductora en su comunicación a través de la lengua de signos.
Ada y Flora llegan a Nueva Zelanda, abandonadas junto con sus pertenencias por la tripulación del barco en el que han llegado desde Escocia. Su nuevo marido obliga a Ada a abandonar el piano en la playa, y lo vende luego a George Baines (Harvey Keitel), vecino de Stewart y entusiasta de la música. Baines le pide a Ada que le dé clases de piano, para después hacer un trato consistente en que ella podrá tocar el piano mientras que él la pueda tocar a ella. A partir de aquí, empieza una relación entre Ada y George que marcará el devenir de la historia.

## Reparto
| Actor           | Personaje          |
| --------------- | ------------------ |
| Holly Hunter    | Ada McGrath        |
| Harvey Keitel   | George Baines      |
| Sam Neill       | Alisdair Stewart   |
| Anna Paquin     | Flora McGrath      |
| Kerry Walker    | Tía Morag          |
| Genevieve Lemon | Nessie             |
| Tungia Baker    | Hira               |
| Ian Mune        | Reverendo          |
| Peter Dennett   | Marinero principal |
| Cliff Curtis    | Mana               |
| George Boyle    | Padre de Ada       |
| Rose McIver     | Angel              |
| Mika Haka       | Tahu               |

## Premios
La película ganó la Palma de Oro del Festival de Cannes en 1993 y Holly Hunter a la mejor actriz. En 1994, ganó los Premios Óscar en las categorías de Mejor actriz (Holly Hunter), Mejor actriz de reparto (Anna Paquin) y Mejor guion original. Anna Paquin, que tenía entonces doce años, se convirtió en la segunda persona más joven en ganar el Oscar a la mejor actriz de reparto. Además, la película fue candidata en las categorías de Mejor fotografía, Mejor diseño de vestuario, Mejor director, Mejor montaje y Mejor película. En la Argentina, los críticos de la Asociación de Cronistas Cinematográficos de la Argentina la premiaron con el Cóndor de Plata a la Mejor Película Extranjera.
- Premios del Instituto de Cine Australiano

| Año  | Categoría                                   | Resultado |
| ---- | ------------------------------------------- | --------- |
| 1993 | Mejor película                              | Nominada  |
| 1993 | Mejor actriz principal (Holly Hunter)       | Ganadora  |
| 1993 | Mejor actriz secundaria (Anna Paquin)       | Ganadora  |
| 1993 | Mejor director (Jane Campion)               | Nominada  |
| 1993 | Mejor guion original                        | Ganadora  |
| 1993 | Mejor fotografía (Stuart Dryburgh)          | Ganadora  |
| 1993 | Mejor diseño de vestuario (Janet Patterson) | Ganadora  |
| 1993 | Mejor sonido                                | Ganadora  |
| 1993 | Mejor montaje (Veronika Jenet)              | Ganadora  |
| 1993 | Mejor banda sonora original (Michael Nyman) | Ganadora  |
| 1993 | Mejor diseño de producción                  | Ganadora  |

- Festival de Cannes

| Año  | Categoría                   | Resultado |
| ---- | --------------------------- | --------- |
| 1993 | Palma de Oro                | Ganadora  |
| 1993 | Mejor actriz (Holly Hunter) | Ganadora  |

- Premios Óscar

| Año  | Categoría                                   | Resultado |
| ---- | ------------------------------------------- | --------- |
| 1994 | Mejor película                              | Nominada  |
| 1994 | Mejor director (Jane Campion)               | Nominada  |
| 1994 | Mejor actriz Holly Hunter                   | Ganadora  |
| 1994 | Mejor actriz de reparto Anna Paquin         | Ganadora  |
| 1994 | Mejor guion original Jane Campion           | Ganadora  |
| 1994 | Mejor fotografía (Stuart Dryburgh)          | Nominada  |
| 1994 | Mejor diseño de vestuario (Janet Patterson) | Nominada  |
| 1994 | Mejor montaje (Veronika Jenet)              | Nominada  |

- Premios de la Sociedad de Críticos de Cine de Boston

| Año  | Categoría                   | Resultado |
| ---- | --------------------------- | --------- |
| 1993 | Mejor actriz (Holly Hunter) | Ganadora  |

- Premios de la Asociación de Críticos de Cine de Chicago

| Año  | Categoría                                   | Resultado |
| ---- | ------------------------------------------- | --------- |
| 1994 | Mejor actriz (Holly Hunter)                 | Ganadora  |
| 1994 | Mejor banda sonora original (Michael Nyman) | Ganadora  |
| 1994 | Mejor película extranjera                   | Ganadora  |

- Camerimage

| Año  | Categoría                     | Resultado |
| ---- | ----------------------------- | --------- |
| 1993 | Rana de oro (Stuart Dryburgh) | Ganadora  |

- Premios BAFTA

| Año  | Categoría                                          | Resultado |
| ---- | -------------------------------------------------- | --------- |
| 1994 | Mejor película                                     | Nominada  |
| 1994 | Mejor actriz (Holly Hunter)                        | Ganadora  |
| 1994 | Mejor guion original                               | Nominada  |
| 1994 | Mejor fotografía (Stuart Dryburgh)                 | Nominada  |
| 1994 | Mejor diseño de vestuario (Janet Patterson)        | Ganadora  |
| 1994 | Mejor sonido                                       | Nominada  |
| 1994 | Mejor montaje (Veronika Jenet)                     | Nominada  |
| 1994 | Mejor banda sonora                                 | Nominada  |
| 1994 | Mejor diseño de producción                         | Ganadora  |
| 1994 | Premio David Lean al mejor director (Jane Campion) | Nominada  |

- Premios César

| Año  | Categoría                 | Resultado |
| ---- | ------------------------- | --------- |
| 1994 | Mejor película extranjera | Ganadora  |

- Premios Bodil

| Año  | Categoría                   | Resultado |
| ---- | --------------------------- | --------- |
| 1994 | Mejor película no americana | Ganadora  |

- Premios Cóndor de Plata

| Año  | Categoría                                     | Resultado |
| ---- | --------------------------------------------- | --------- |
| 1994 | Mejor película extranjera de habla no hispana | Ganadora  |